# Sulzbach (Krems)
Der Sulzbach ist ein rund 20 km langer rechter Zufluss der Krems im Traunviertel in Oberösterreich.

## Verlauf
Das Quellgebiet des Sulzbachs liegt südlich oberhalb von Nußbach. Er fließt östlich am Ort vorbei zunächst in östlicher, dann durchgehend in nördlicher Richtung parallel zum westlich verlaufenden Kremstal. Dabei verläuft er durch das Gemeindegebiet von Adlwang und Pfarrkirchen bei Bad Hall und fließt durch den Kurpark Bad Hall, wo er die Gemeindegrenze zwischen Pfarrkirchen und Bad Hall bildet. Bei Rohr tritt er ins Kremstal ein. Wenig später mündet er bei Halbarting (Gemeinde Kematen an der Krems) von rechts in die Krems.
Größere Zuflüsse mit einem Einzugsgebiet von mehr als 5 km² sind der Weißenbach zwischen Mühlgrub und Sitzleinsdorf von links, der Feyreggerbach bei Bad Hall von links, sowie der Fernbach und der Edtbach (Haselbach) bei Hehenberg von rechts.

## Hydrologie
Mit einem Einzugsgebiet von 79,5 km² (nach anderen Angaben 84,7 km²) ist der Sulzbach der größte Zufluss der Krems.
Der mittlere Abfluss am Pegel Unterrohr, 1,8 km oberhalb der Mündung, beträgt 1,12 m³/s, was einer Abflussspende von 15,0 l/(s·km²) entspricht. Der Sulzbach weist ein winterpluviales Abflussregime auf, das mittlere Monatsmittel des abflussreichsten Monats März ist mit 1,77 m³/s rund doppelt so hoch wie das des abflussärmsten Monats Oktober mit 0,83 m³/s.

## Ökologie
Der Oberlauf des Sulzbachs ist relativ gering verbaut, ab etwa Bad Hall ist der Bach über weite Strecken stark reguliert. Direkt unterhalb von Bad Hall ist noch eine rund 4 km lange, relativ ursprüngliche Strecke mit Mäandern und Schotterumlagerungen erhalten. Es bestehen noch Seitenarme, die nur bei Hochwasser überflutet werden. Im Bachbett sorgen Auskolkungen, Unterspülungen und ins Gewässer gefallene Bäume für eine hohe Strukturvielfalt. Von Rohr im Kremstal bis zur Mündung ist der Sulzbach über rund 3 km Länge mit trapezförmigen Böschungen, einheitlicher Sohle und geringer Breitenvariabilität hart reguliert. In diesem Bereich ist das Umland durch landwirtschaftliche Flächen, hauptsächlich Grünland, charakterisiert.
Der Sulzbach weist 63 künstliche Querbauwerke auf (Stand 2004), was einer durchschnittlichen freien Fließstrecke von ca. 250 m zwischen zwei Einbauten entspricht. Die Querbauwerke befinden sich großteils in den Regulierungsabschnitten im Unterlauf und im Bereich von Bad Hall. Für flussaufwärts wandernde Fische sind 42,9 % der Einbauten unpassierbar, für flussabwärts wandernde Fische sind 62,9 % passierbar und 15,9 % eingeschränkt passierbar. Für die Benthosfauna stellen etwas weniger als ein Viertel der Querbauwerke ein unüberwindbares Hindernis dar.
Außerhalb der Siedlungsgebiete meist der Sulzbach meist ein gut strukturiertes Uferbegleitgehölz auf. Dieses besteht im Oberlauf vor allem aus Grün- und Grauerlen, Eschen, Ahorn, Linden und Weiden, in Pfarrkirchen und Bad Hall zusätzlich aus Hartriegel, Holunder, Hainbuchen, Traubenkirsche und Haseln. Im Gemeindegebiet von Rohr ist das Ufergehölz streckenweise nur sehr schmal mit Eschen und Erle ausgebildet, an besser strukturierten Stellen finden sich zusätzlich Weiden, dazu eine Strauchschicht mit Hartriegel, Faulbaum und Brombeere sowie Brennnessel, Springkraut und Waldrebe in der Krautschicht.
Der ökologische Zustand wurde 2021 oberhalb von Bad Hall als mäßig, unterhalb als unbefriedigend eingestuft.

## Nutzung
Das Gefälle des Sulzbaches wurde und wird durch zahlreiche Mühlen, Sägewerke und früher auch Sensenschmieden, die meistens an Ausleitungsstrecken liegen, genutzt. Manche der Sensenwerke wurden mit Turbinen adaptiert und dienen heute der Stromerzeugung.